# 蜂蘭
蜂蘭，是蜂蘭屬下的一種植物，廣泛分佈于歐洲、北非和西亞，且是英國英格蘭貝德福德郡的郡花。 此外也見於北美洲和東亞。
其種加詞的意思是“有蜂的”，用以指代其蜂狀的花瓣。 而這種花也會分泌利己素模仿雌蜂的氣味，以吸引Tetralonia cressa和Eucera pulveraceae這兩種蜂的雄蜂。 蜂蘭上最像蜂的花也最有可能吸引到這些蜂，因此就會得到更高的授粉機率。

## 變種
- Ophrys apifera var. apifera
- Ophrys apifera var. bicolor
- Ophrys apifera var. botteronii
- Ophrys apifera var. friburgensis
- Ophrys apifera var. immaculata
- Ophrys apifera var. trollii

## 外部連結
- 维基共享资源上的相關多媒體資源：Ophrys apifera
- 網絡生命大百科
- Biolib （页面存档备份，存于）
- Ophrys apifera （页面存档备份，存于）